# 両津湾

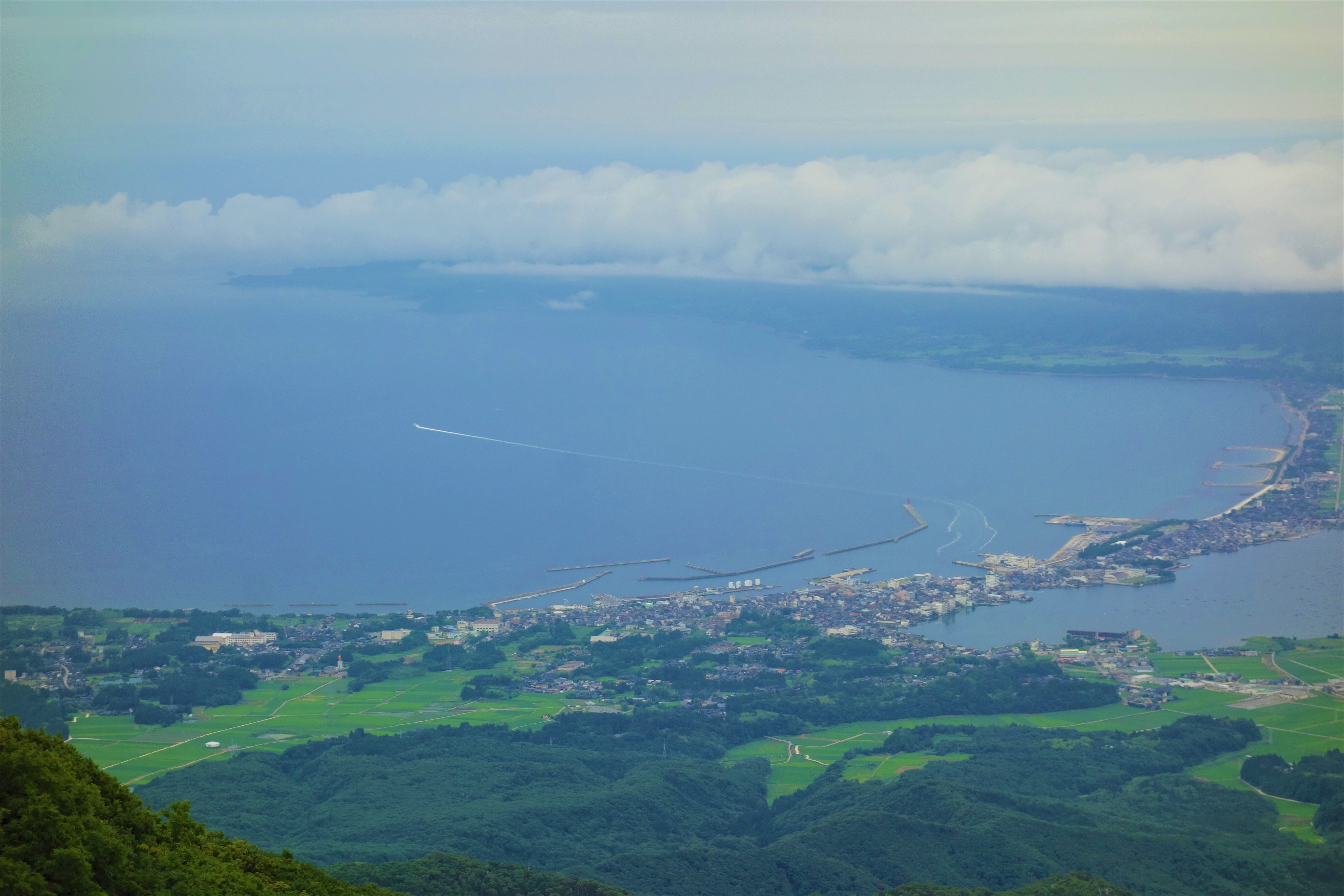
両津湾と加茂湖に挟まれた砂州上に広がる市街地と出港した佐渡汽船（2019年7月）

両津湾（りょうつわん）は新潟県佐渡島東岸にある湾。北東方向に開け、日本海に面している。

## 地理
内海府海岸の和木岬と小佐渡山地北端の姫埼を結ぶ線が湾口であり、湾口幅約12 km、奥行き約8 kmである。平均水深は20m、最深部の水深は約200m。湾の西岸には近代以降の佐渡市の玄関口である両津の市街地と両津港がある。
縄文海進期に湾奥で砂嘴が伸びて、やがて閉鎖されて砂州となり、海跡湖の加茂湖が湾から分離された。しかし、1897年（明治30年）に水害が発生したため、人工的に砂州が開削され、加茂湖には湾から海水が流入するようになった。
流入している小河川は多く、梅津川、久知川、河崎川などがある。